# Tube neural

Schéma de la formation de la crête neurale à partir de la plaque neurale.

Le tube neural désigne le système nerveux primitif des embryons des chordés. Il se forme lors de l'étape de neurulation, entre les 18 et 25ème jour du développement embryonnaire humain.
Il forme le système nerveux central chez le fœtus et chez l'humain.

## Embryologie
Il se forme par invagination de la plaque neurale en une gouttière, puis par convergence et fusion de ses bords. Sa partie supérieure constitue la crête neurale, lieu de naissance de différents types cellulaires dont les précurseures des mélanocytes et des neurones intestinaux. Du côté de l'extrémité antérieure, il se dilate en 3 puis 5 vésicules pour former l'encéphale (le cerveau). Le reste du tube neural est à l'origine de la moelle épinière dont émergent les racines ventrales des nerfs spinaux.
Ces dernières émergent entre les somites puis les vertèbres par les orifices vertébraux afin d’innerver les muscles.
La cavité du tube neural est à l'origine du canal de l'épendyme et des ventricules qui contiennent le liquide céphalo-rachidien.
Le neuropore rostral (ou antérieur) se ferme au 28e jour et le neuropore caudal (ou postérieur) au 30e jour.
La région du tube neural qui forme la moelle épinière est organisée selon l'axe dorso-ventral par des signaux moléculaires (la protéine Sonic hedgehog notamment) provenant de la chorde sous-jacente et de la plaque du plancher (la partie la plus ventrale du tube neural) ou de la région du toit (la partie la plus dorsale du tube neural) qui sécrète des protéines des familles WNT et BMP. Ainsi, les progéniteurs acquièrent une identité par l'expression d'une combinatoire de facteurs de transcription en réponse à Shh et BMP en fonction de leur position dans l'axe dorso-ventral, permettant ainsi la régionalisation dorso-ventrale du tube neural.

## Pathologies et malformations
Certains médicaments, comme l'acide valproïque ou la carbamazépine, sont incriminés dans la malformation congénitale touchant le tube neural (fermeture de ce dernier). Cette malformation est appelée spina bifida.